# Proasellus micropectinatus
Proasellus micropectinatus là một loài chân đều trong họ Asellidae. Loài này được Baratti & Messana miêu tả khoa học năm 1990.